# Gunjevići
Gunjevići är ett samhälle i Bosnien och Hercegovina.   Det ligger i entiteten Federationen Bosnien och Hercegovina, i den sydöstra delen av landet, 50 km sydost om huvudstaden Sarajevo. Gunjevići ligger 447 meter över havet och antalet invånare är 109.
Terrängen runt Gunjevići är huvudsakligen kuperad. Gunjevići ligger nere i en dal.Närmaste större samhälle är Goražde, 9,5 km nordost om Gunjevići. 
I omgivningarna runt Gunjevići växer i huvudsak lövfällande lövskog. Runt Gunjevići är det ganska tätbefolkat, med 67 invånare per kvadratkilometer.